# Helmut Koester
Helmut Koester (på tyska ofta Köster), född 18 december 1926, död 1 januari 2016, var en tysklandsfödd amerikansk forskare som var professor i nytestamentliga studier och i kyrkohistoria på Harvard Divinity School vid Harvard University i Cambridge, Massachusetts. Hans forskning har i huvudsak berört uttolkningen av Nya testamentets tillkomsthistoria, den tidiga kristendomens historia och då också betraktad i ljuset av arkeologin.
Koester var präst inom den lutherska kyrkan. Han betraktas som en ledande forskare, en av USA:s främsta, inom sina specialområden som kristendomens historia, Nya testamentets exegetik och teologi, romersk religion, och arkeologi. Han uppvisar en avsevärd bredd i sin forskning och hans arbete har haft stort inflytande på andra forskare.

## Biografi
Helmut Heinrich Karl Ernst Köster (senare använde han oftast den internationellt mer gångbara stavningen Koester) föddes den 18 december 1926 i Hamburg i Tyskland. Hans föräldrar var arkitekten och stadsplaneraren Karl Köster och Marie-Luise Köster, född Eitz. Koester gick grundskolan och gymnasiet i Hamburg (1933–1936) och Berlin (1936–1943). Han tjänstgjorde i den tyska krigsmakten under Andra världskriget från och med 1943 och han kom att tjänstgöra först inom luftvärnet och senare inom flottan. Strax före krigsslutet 1945 tillfångatogs han av de amerikanska styrkorna och hölls som krigsfånge. Efter kriget frisläpptes han.
Koester studerade därefter teologi vid Philippuniversitetet i Marburg från 1945 till 1949 under ledning av Rudolf Bultmann (1884–1976), Heinrich Frick (1893–1952) och Wilhelm Maurer (1900–1982). Han erhöll sin kandidatexamen från universitet 1950. Under perioden 1950 till 1954 arbetade han som lärare i flera skolor och biträdande präst i ett antal församlingar i Tyskland. Han gifte sig 1953 med Gisela Harrassowitz, och de fick med tiden fyra barn, Reinhild, Almut, Ulrich och Heiko. Året därpå, 1954, disputerade han som teologie doktor i Nya testamentet vid universitetet i Marburg med distinktionsbetyget magna cum laude (med stort beröm). Han var Rudolf Bultmanns sista doktorand. Hans avhandling bar namnet Synoptische Überlieferung bei den apostolischen Vätern (Synoptiska traditioner hos de apostoliska fäderna). Samma år prästvigdes han också inom den Evangelisk-lutherska kyrkan i Hannover. 
År 1954 började Koester arbeta som lärarassistent (engelska: Teaching Assistant) vid Heidelbergs universitet under Günther Bornkamm (1905–1990) och 1956 befordrades han till biträdande lektor (engelska: Assistant Professor; tyska: Privatdozent) vid den teologiska fakulteten på samma universitet. Titeln på hans habilitationsuppsats var Septuaginta und Synoptischer Erzählungsstoff im Schriftbeweis Justins des Märtyrers (Septuaginta och synoptiskt berättelsematerial i Skriftens vittnesbörd hos Justinus Martyren). 
Koester flyttade till USA 1958 och anställdes som biträdande lektor (engelska: Visiting Assistant Professor) i Nya testamentet vid Harvard Divinity School. Året därpå, 1959, utnämndes han till lektor (engelska: Associate Professor) vid institutionen och förlänades samma år en hedersdoktorstitel från Harvard. Han skulle komma att utnämnas till hedersdoktor vid ytterligare två tillfällen, 1989 vid Université de Genève och 2006 vid Humboldt-Universität zu Berlin.
Mot slutet av sin tid som biträdande lektor erbjöds Koester en fast anställning på fakulteten, vilket han accepterade och utnämndes till lektor i Nya testamentet (engelska: Associate Professor of New Testament Studies). År 2000 utnämndes han till såväl John H. Morison-professor i nytestamentliga studier som (Jonathan Bowers) Winn-professor i kyrkohistoria. Han undervisade på Harvard från 1958 till 2014.
Perioden 1975–1999 var Koester redaktör för den referentgranskade tidskriften Harvard Theological Review. Han var också medredaktör och ordförande i redaktionen för Hermeneia: A Critical and Historical Commentary on the Bible, medlem (”fellow”) i American Academy of Arts and Sciences, ordförande för Society of Biblical Literature och medlem i Studiorum Novi Testamenti Societas.
Koesters tidiga studier i Tyskland gav honom en grundlig utbildning i den klassiska romerska och grekiska antiken och han fortsatte att fördjupa sin kunskap genom resor till arkeologiska platser i Grekland och Turkiet.
Helmut Koester avled den 1 januari 2016 i en ålder av 89 år.

## Forskargärning

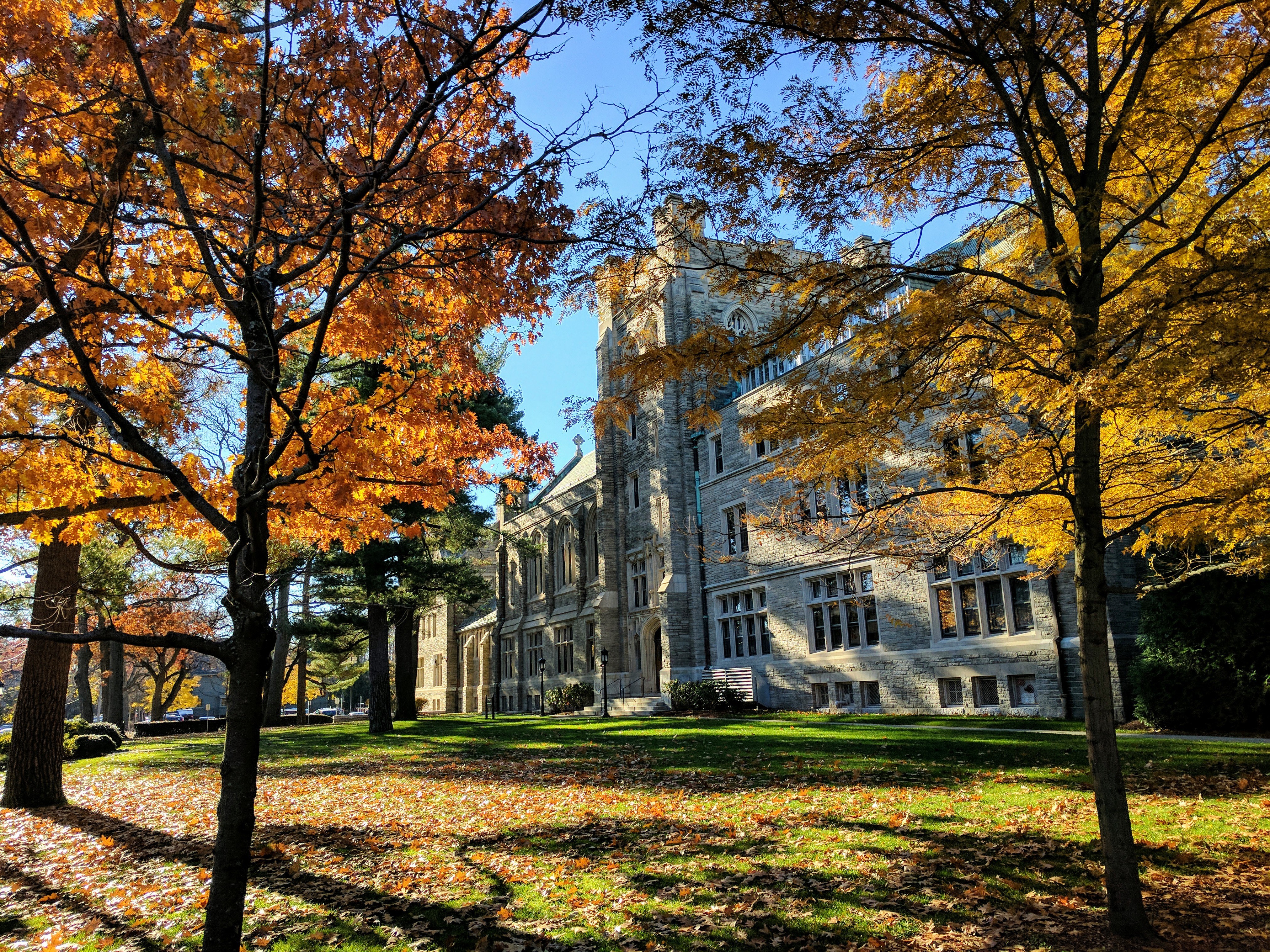
Andover Hall vid Harvard Divinity School där Helmut Koester undervisade 1958–2014.

Helmut Koester är mest känd för sin forskning om uttolkningen av Nya testamentet, kristendomens uppkomst och arkeologin rörande den äldsta kristna epoken. Bland hans mer kända verk finns Introduction to the New Testament (1982, 2:a utg. 1995 & 2000) i två volymer som blivit ett standardreferensverk, Ancient Christian Gospels (1990), Paul and His World (2007) och From Jesus to the Gospels (2007).
I sin avhandling Synoptische Überlieferung bei den apostolischen Vätern (Synoptiska traditioner hos de apostoliska fäderna) argumenterade Koester för att det inte nödvändigtvis fanns en direkt koppling mellan de apostoliska fädernas skrifter och de skrivna evangelierna, utan att den muntliga traditionen vid den tiden fortfarande var dominerande.
Koester kom att viga mycket tid åt modeller kring evangeliernas tillkomst. Han var den förste att lägga fram en teori om att det kanoniska Markusevangeliet tillkom genom en revision av Hemliga Markusevangeliet. Enligt Koester var det första evangeliet (1a) ett numera försvunnet ursprungligt Markusevangelium som bestod av en samling mirakelberättelser och en passionshistoria. Nästa steg i utvecklingen (1b) innebar enligt Koester att detta ursprungliga Markusevangelium utökades med mer material. Därefter tillkom Matteusevangeliet (2) som var en grundlig omarbetning och utökning av steg 1b av Markusevangeliet. Sedan tillkom Lukasevangeliet (3) som var ytterligare en grundlig revidering, i detta fall av det ursprungliga Markusevangeliet (1a) men som dessutom inkluderande annat material. Det följande utvecklingssteget (4a) är Hemliga Markusevangeliet som inkluderar berättelsen om den yngling Jesus uppväcker från de döda och därefter inviger denne i Jesusrörelsen. Ytterligare nästa steg (4b) är karpokratianernas ändrade utgåva av Hemliga Markusevangeliet. Först därefter (5a) följer Bibelns kanoniska Markusevangelium där material ur Hemliga Markusevangeliet hade avlägsnats, varefter det sista redaktionella steget (5b) innefattar de tillagda sluten till Markusevangeliet efter kapitel 16 vers 8.
Koester menar att Matteus och Lukas byggde på olika versioner av det ursprungliga Markusevangeliet – Lukas på det verkligt ursprungliga (1a) medan Matteus byggde på det utökade (1b), vilket innehöll bland annat det material som nu ingår i Mark 6:45–8:26, och som helt saknas hos Lukas.

## Publikationer i urval

### Böcker
- Koester, Helmut (1957) (på tyska). Synoptische Überlieferung bei den apostolischen Vätern. Texte und Untersuchungen zur Geschichte der altchristlichen Literatur, 0082-3589 ; 65. Berlin. Libris 737807
- Koester, Helmut; Robinson James McConkey (1971) (på tyska). Entwicklungslinien durch die Welt des frühen Christentums. Tübingen. Libris 8084452
- Robinson, James McConkey; Koester Helmut (1971) (på engelska). Trajectories through early Christianity. Philadelphia, Pa.: Fortress Press. ISBN 0-8006-1362-7
- Lohse, Eduard; Koester Helmut (1971) (på engelska). Colossians and Philemon: a commentary on the Epistles to the Colossians and to Philemon. Hermeneia, 99-0249490-0. Philadelphia: Fortress Press. Libris 5666795. ISBN 0-8006-6001-3
- Dibelius, Martin; Koester Helmut, Conzelmann Hans (1972) (på engelska). The Pastoral Epistles: a commentary on the Pastoral Epistles. Hermeneia, 99-0249490-0. Philadelphia: Fortress Press. Libris 5666796. ISBN 0-8006-6002-1
- Koester, Helmut (1980) (på tyska). Einführung in das Neue Testament im Rahmen der Religionsgeschichte und Kulturgeschichte der hellenistischen und römischen Zeit. de Gruyter Lehrbücher, 99-0105881-3. Berlin: de Gruyter. Libris 4658604. ISBN 3-11-002452-7
- Koester, Helmut (1982) (på engelska). Introduction to the New Testament. Vol. 1, History, culture and religion of the Hellenistic age. New York: Walter de Gruyter. Libris 1217176. ISBN 0-89925-351-2
- Koester, Helmut (1982) (på engelska). Introduction to the New Testament. Vol. 2, History and literature of early Christianity. New York: Walter de Gruyter. Libris 1217177. ISBN 0-89925-352-0
- Schoedel, William R.; Koester Helmut (1985) (på engelska). Ignatius of Antioch: a commentary on the Letters of Ignatius of Antioch. Hermeneia, 99-0249490-0. Philadelphia: Fortress Press. Libris 8309422. ISBN 0-8006-6016-1
- Attridge, Harold W.; Koester Helmut (1989) (på engelska). The Epistle to the Hebrews: a commentary on the Epistle to the Hebrews. Hermeneia, 99-0249490-0. Philadelphia: Fortress Press. Libris 5666811. ISBN 0-8006-6021-8
- Koester, Helmut (1990) (på engelska). Ancient Christian Gospels: their history and development. London: SCM Press. Libris 4840036. ISBN 0-334-02450-1
- Koester Helmut, Pearson Birger A., Kraabel A. Thomas, red (1991) (på engelska). The Future of early Christianity: essays in honor of Helmut Koester. Minneapolis: Fortress Press. Libris 5666294. ISBN 0-8006-2521-8
- Koester Helmut, red (1995) (på engelska). Ephesos: metropolis of Asia: an interdisciplinary approach to its archaeology, religion, and culture. Harvard theological studies, 0073-0726 ; 41. Valley Forge, Pa.: Trinity Press International. Libris 6354716. ISBN 1-56338-156-7
- Koester Helmut, red (1998) (på engelska). Pergamon, citadel of the gods: archaelogical record, literary description, and religious development. Harvard theological studies, 0073-0726 ; 46. Harrisburg, Pa.: Trinity Press International. Libris 6354808. ISBN 1-56338-261-X
- Osiek, Carolyn; Koester Helmut (1999) (på engelska). Shepherd of Hermas: a commentary. Hermeneia, 99-0249490-0. Minneapolis: Fortress Press. Libris 5666823. ISBN 0-8006-6063-3
- Luz, Ulrich; Koester Helmut (2001) (på engelska). Matthew 8-20: a commentary. Hermeneia, 99-0249490-0. Minneapolis, Minn.: Fortress Press. Libris 5666819. ISBN 0-8006-6034-X
- Bovon, François; Thomas Christine M., Koester Helmut (2002) (på engelska). Luke 1: a commentary on the Gospel of Luke 1:1-9:50. Hermeneia, 99-0249490-0. Minneapolis, Minn.: Fortress Press. Libris 8543285. ISBN 0-8006-6044-7
- Koester, Helmut (2007) (på engelska). Paul & his world: interpreting the New Testament in its context. Minneapolis: Fortress Press. Libris 10915543. ISBN 0800638905
- Koester, Helmut (2007) (på engelska). From Jesus to the Gospels: Interpreting the New Testament in Its Context. Minneapolis: Fortress Press. ISBN 9780800620936
- Bovon, François; Koester Helmut., Crouch James E. (2012) (på engelska). Luke 3: a commentary on the Gospel of Luke 19:28-24.53. Hermeneia 99-0249490-0. Minneapolis, MN: Fortress Press. Libris 13874310. ISBN 9780800697600
- Bovon, François; Deer Donald S., Koester Helmut (2013) (på engelska). Luke. 2: a commentary on the Gospel of Luke 9:51-19:27. Hermeneia, 99-0249490-0. Minneapolis, Minn.: Fortress Press. Libris 14079448. ISBN 9780800697594

### Artiklar
- Köster, Helmut, “Geschichte und Kultus im Johannesevangelium und bei Ignatius von Antiochien,” Zeitschrift für Theologie und Kirche 54 (1957), s. 56–59.
- Koester, Helmut, “The Purpose of the Polemic of a Pauline Fragment,” New Testament Studies 8 (1962), 317–332.
- Koester, Helmut, “’Outside the Camp': Hebrews 13:9–14,” Harvard Theological Review 55 (1962), 299–317.
- Koester, Helmut, “ΓΝΩΜΑΙ ΔΙΑΦΟΡΟΙ: The Origin and Nature of Diversification in the History of Early Christianity,” Harvard Theological Review (1965), 279–318.
- Koester, Helmut, “One Jesus and Four Primitive Gospels,” Harvard Theological Review 61 (1968), 203–247.
- Koester, Helmut, “Mark 9:43–47 and Quintilian 8.3.75.” Harvard Theological Review 71 (1978), 151–153.
- Köster, Helmut, “Dialog und Spruchüberlieferung in den gnostischen Texten von Nag Hammadi,” Evangelische Theologie 39 (1979) 532–556.
- Koester, Helmut, “1 Thessalonians - Experiment in Christian Writing,” i Continuity and Discontinuity in Church History, eds. F. F. Church & T. George (Leiden: E. J. Brill, 1979), 33–44.
- Koester, Helmut, “Apocryphal and Canonical Gospels,” Harvard Theological Review 73 (1980), 105–130.
- Koester, Helmut, “Gnostic Writings as Witnesses for the Development of the Sayings Tradition”, i The Rediscovery of Gnosticism (ed. B. Layton; 2 vols.; Leiden: Brill, 1980), 238–261.
- Köster, Helmut, “Apostel und Gemeinde in den Briefen an die Thessalonicher,” Kirche: Festschrift für Günther Bomkamm zum 75. Geburtstag, eds. D. Lührmann & G. Strecker. (Tübingen: Mohr–Siebeck 1980), 287–298.
- Koester, Helmut, “History and Development of Mark’s Gospel (From Mark to Secret Mark and “Canonical” Mark),” i Colloquy on New Testament Studies: A Time for Reappraisal and Fresh Approaches (ed. Bruce Corley; Macon, GA: Mercer University Press, 1983), 35–57.
- Köster, Helmut, “Überlieferung und Geschichte der frühchristlichen Evangelienliteratur“ i Aufstieg und Niedergang der römischen Welt II 25.2 (1984), s. 1463–1542.
- Koester, Helmut, “The Divine Human Being.” Harvard Theological Review 78, no. 3–4 (1985), 243–252.
- Koester, Helmut, “Gnostic Sayings and Controversy Traditions in John 8:12-59,” i C.W. Hedrick & R. Hodgson, Jr (eds.), Nag Hammadi, Gnosticism, and Early Christianity (Peabody, MA: Hendrickson, 1986), 97–110.
- Koester, Helmut, “The History-of-Religions School, Gnosis, and Gospel of John,” Studia Theologica 40 (1986), 115–136.
- Koester, Helmut, “La tradition apostolique et les origines du gnosticisme,” Revue de théologie et de philosophie 119 (1987), 1–16.
- Koester, Helmut, “The Text of the Synoptic Gospels in the Second Century,” i Gospel Traditions in the Second Century: Origins, Recensions, Text, and Transmission (ed. William L. Petersen; Notre Dame, Ind: University of Notre Dame Press, 1989), s. 19–37.
- Koester, Helmut, “From the Kerygma-Gospel to Written Gospels,” New Testament Studies 35 (1989), 361–381.
- Koester, Helmut, “Les discours d'adieu de l'évangile de Jean; leur trajectoire au premier et au deuxième siècle” i La communauté johannique et son histoire: La trajectoire de l'évangile de Jean aux deux premiers siècles (eds. Jean-Daniel Kaestli et.al., Geneva: Labor et Fides, 1990), 169–180.
- Koester, Helmut, “From Paul's Eschatology to the Apocalyptic Schemata of 2 Thessalonians,” i The Thessalonian Correspondence (ed. Raymond F. Collins; Bibliotheca ephemeridum theologicarum louvaniensium 87; Leuven; Leuven University. Press, 1990), 441–458.
- Koester, Helmut, “Évangiles apocryphes et évangiles canoniques,” i F. Bovon & H. Koester, Genèse de l'écriture chrétienne (Mémoires Premières; Turnhout: Brepols, 1991), 59–106.
- Koester, Helmut, “Writings and the Spirit: Authority and Politics in Ancient Christianity,” Harvard Theological Review 84:4 (1991), 353–372.
- Koester, Helmut, “The story of the Johannine tradition,” Sewanee Theological Review 36, (1992), 17–32.
- Koester, Helmut, “Jesus the Victim,” Journal of Biblical Literature 111 (1992), 3–15.
- Koester, Helmut, “Archäologie und Paulus in Thessalonike,” i Religious Propaganda and Missionary Competition in the New Testament World: Essays Honoring Dieter Georgi (hg. L. Bormann u.a.; N0vTSup 74; Leiden: Brill, 1994), 393–404.
- Koester, Helmut, “Written Gospels or Oral Traditions?,” Journal of Biblical Literature 113 (1994) s. 293–297.
- Koester, Helmut, “The Sayings Gospel Q and the Quest of the Historical Jesus: A Response to John S. Kloppenborg.” Harvard Theological Review, 89:4 (1996), 345–349.
- Koester, Helmut, “The Sayings of Q and Their Image of Jesus,” i W.L. Petersen, J.S. Vos & H.J. de Jonge (eds.), Sayings of Jesus: Canonical and Non-Canonical. Essays in Honour of Tjitze Baarda (NovTSup, 89 Leiden: Brill, 1997), 137–154.
- Koester, Helmut, “The Memory of Jesus’ death and the Worship of the Risen Lord”, Harvard Theological Review 91, no. 4 (1998), s. 335–350.
- Koester, Helmut, “The Apostolic Fathers and the Struggle for Christian Identity,“ Expository Times 117:4 (2006), s. 133–139.
- Koester, Helmut, “Was Morton Smith a Great Thespian and I a Complete Fool?”, Biblical Archaeology Review, 35:6 (Nov/Dec 2009) s. 54–58, 88.